# IronPython
IronPython es una implementación del intérprete Python (CPython) escrita totalmente en C#. El proyecto trata de seguir al pie de la letra el lenguaje Python, como implementación de Python que es. Esto hace que cualquier programa escrito en Python pueda ser interpretado con IronPython, con las ventajas añadidas de poder usar las bibliotecas de la plataforma .NET y poder compilar el código a bytecode
Existe un lenguaje de programación muy similar a Python llamado Boo. Es un lenguaje claramente influenciado por Python dada la similitud de su sintaxis. Sin embargo, Boo no es realmente una implementación de Python, sino un nuevo lenguaje independiente con una sintaxis muy parecida a la de Python pero que hace uso de las API de .NET. Por tanto, los programas escritos en Python no se pueden ejecutar con el intérprete de Boo, mientras que IronPython está creado precisamente para ello.

## Características de IronPython
- Modo interactivo, heredado de Python. Al igual que en Python, consiste en un shell que interpreta las órdenes de forma interactiva.
- Soporte completo de la sintaxis y las bibliotecas (API) de Python.
- Integración con la plataforma .NET y sus bibliotecas.
- Compilación del código a bytecode, de forma que puede usarse en cualquier otro lenguaje soportado por la plataforma .NET.
- Integración del intérprete de IronPython en cualquier aplicación .NET para extender sus funcionalidades de forma sencilla.